# 肖夹克
肖夹克位于中国新疆维吾尔自治区阿克苏地区，和田河、叶尔羌河和阿克苏河交汇于此，形成中国最大内陆河塔里木河。该地吸引不少游客自驾观光，河岸区布满胡杨树，也有不少野生动物。肖夹克由新疆生产建设兵团第一师十六团驻扎，其驻扎区域称“夹河子”。